# 志久駅
志久駅（しくえき）は、埼玉県北足立郡伊奈町大字小室にある、埼玉新都市交通伊奈線（ニューシャトル）の駅である。駅番号はNS10。

## 歴史

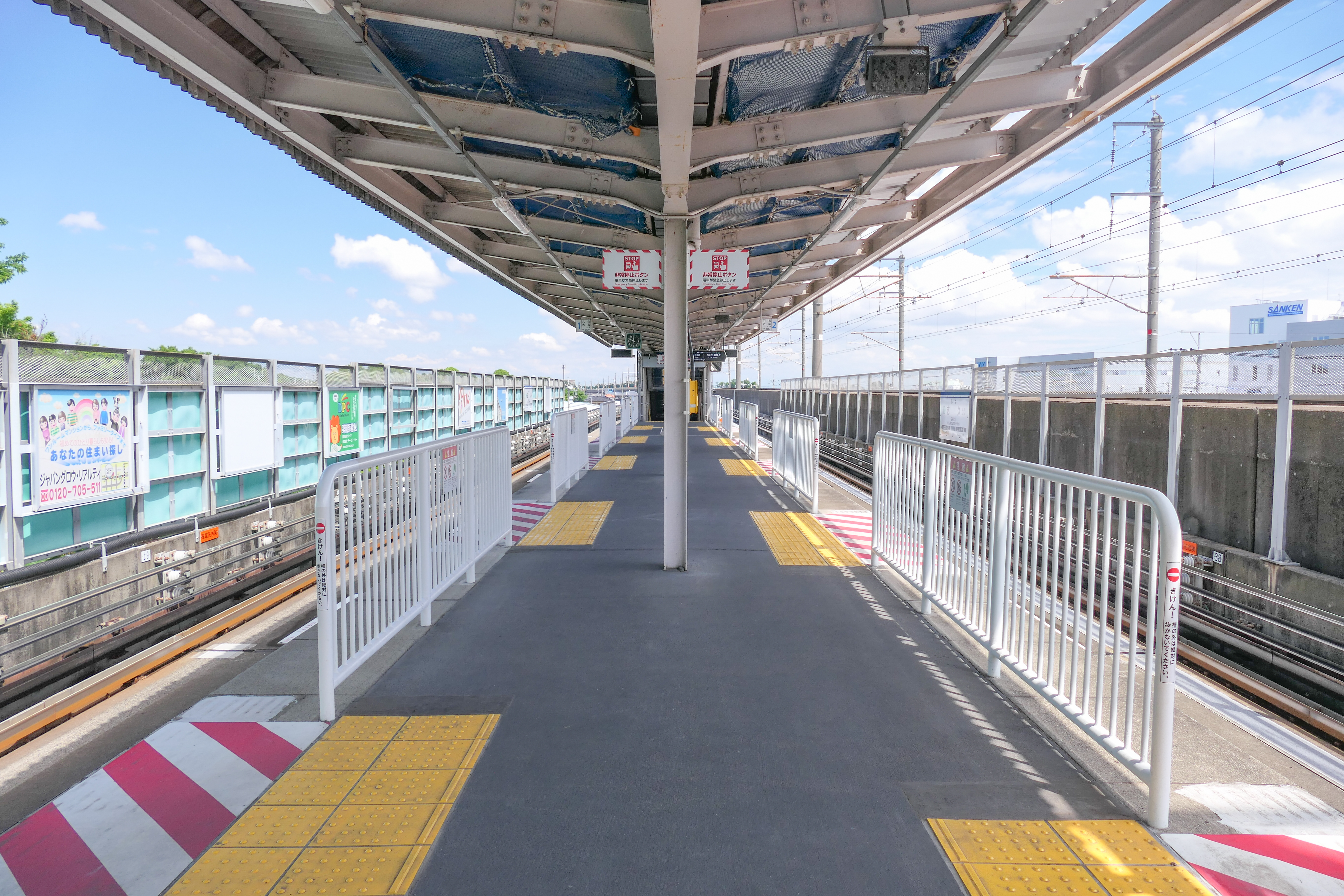
1983年（昭和58年）12月22日 - 開業[1][2]。
- 2007年（平成19年）3月18日 - ICカードSuica供用開始[1]。

## 駅構造
島式ホーム1面2線を有する高架駅。一線スルーの構造だが、右側通行で入線する。
のりば
| 番線 | 路線                     | 行先     |
| ---- | ------------------------ | -------- |
| 1    | 伊奈線（ニューシャトル） | 大宮方面 |
| 2    | 伊奈線（ニューシャトル） | 内宿方面 |

- ホーム（2022年5月）

## 利用状況
2013年度の1日平均乗降人員（降車人員含む）は3,834人（統計いな　より）。
2009年度の1日平均乗車人員（乗車人員のみ）は1,559人（埼玉県統計年鑑より）。

## 駅周辺
西側
西側の丘陵は、戦前に国際電話会社（現KDDI）が通信施設を置いたことから、地元では無線山と呼ばれてきた。昭和末期に閉鎖され、跡地に様々な施設が建設されているが、未だに緑豊かな環境であり、埼玉県の「緑のトラスト保全地」に指定されている。
- 日本薬科大学
- 伊奈ゴルフプラザ
- 乗馬クラブ・クレイン伊奈
- 国際学院中学校・高等学校

東側
伊奈町の中心地である「本町」へは、駅前の道を東へ徒歩10分ほどである。工場が多数立地する地域でもある。
- 伊奈町消防署
- 小室交番
- 伊奈町立中央保育所
- 伊奈町立小室小学校
- 伊奈町立図書館

## 路線バス
| 乗り場   | 系統                         | 主要経由地                     | 行先         | 運行会社               | 備考                                   |
| -------- | ---------------------------- | ------------------------------ | ------------ | ---------------------- | -------------------------------------- |
| 志久駅   | 7,11                         | 小室志久・南小学校入口         | 蓮田駅西口   | 丸建つばさ交通         |                                        |
| 志久駅   | 7                            | 総合福祉センター前・丸建車庫前 | 上尾駅東口   | 丸建つばさ交通         |                                        |
| 志久駅   | 11                           | 総合福祉センター前             | 丸建車庫前   | 丸建つばさ交通         | 1日1～2本                              |
| 志久駅   | 南循環                       | 伊奈町役場                     | 総合センター | 伊奈町循環バスいなまる |                                        |
| 志久駅前 | ミッドナイトアロー伊奈・内宿 |                                | 内宿駅       | 東武バスウエスト       | 深夜バス 降車専用（大宮駅発） 平日運転 |

## 隣の駅
埼玉新都市交通
 伊奈線（ニューシャトル）
丸山駅 (NS09) - 志久駅 (NS10) - 伊奈中央駅 (NS11)